# Английская гавань
Английская гавань (англ. English Harbour) — естественная глубоководная бухта на острове Антигуа в Карибском море, расположенная на южной оконечности острова. В XVIII веке Королевский флот основал свою базу операций в этом районе. В настоящее время Английская гавань — центр водного спорта, в первую очередь яхтинга. Рядом находится другая глубоководная бухта Фалмут. На берегу расположено одноимённое поселение.

## История

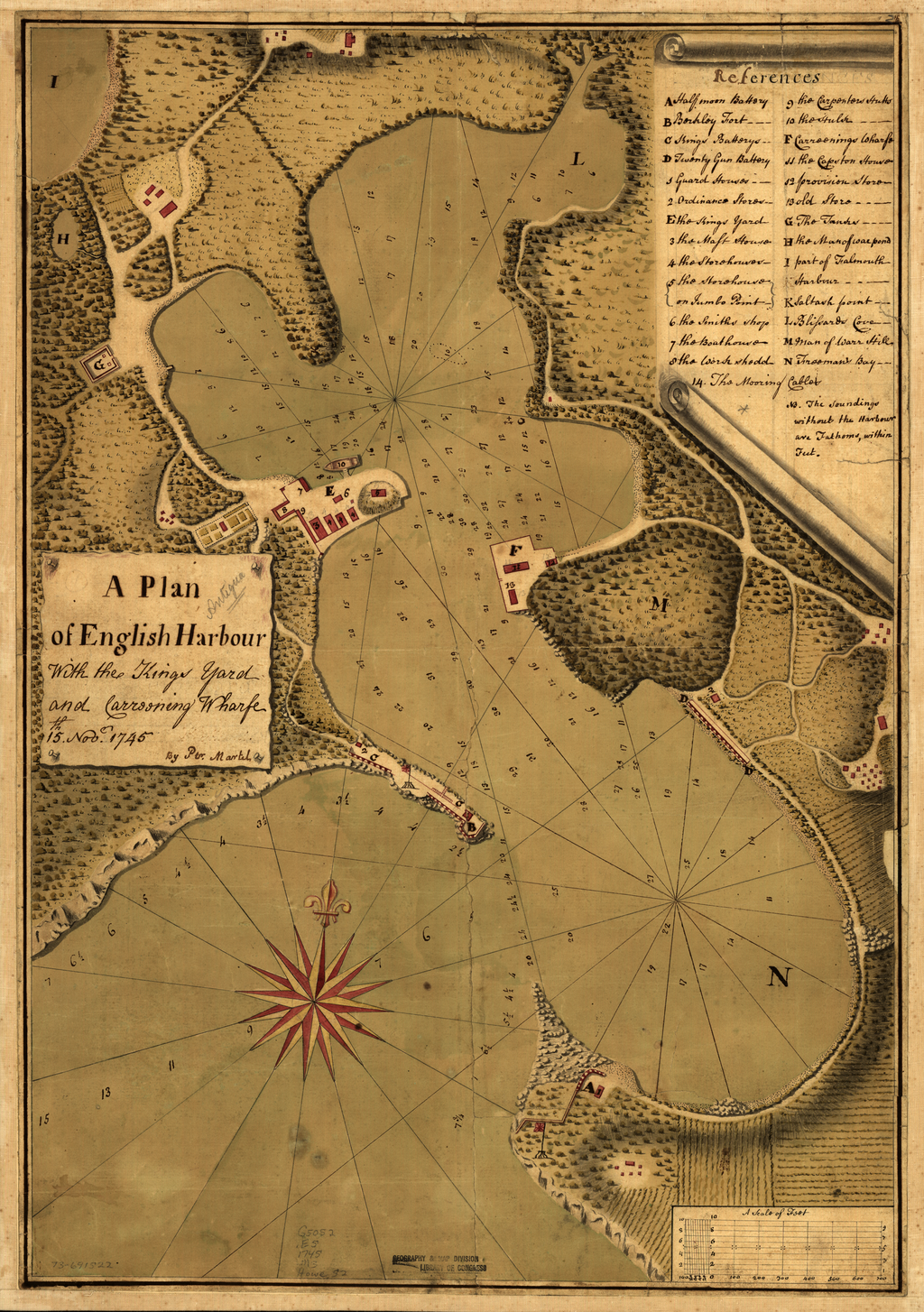
Карта Английской гавани (1745)

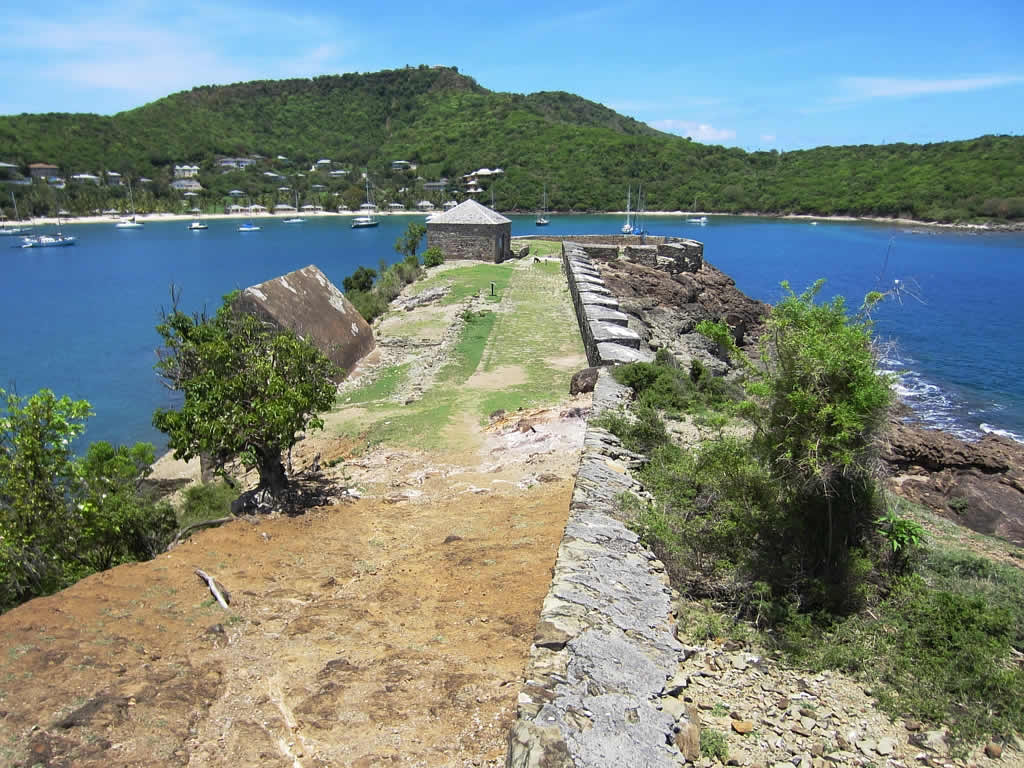
Форт Беркли у входа в гавань

### Военно-морская история
Английская гавань наиболее известна верфью Нельсона, бывшей базой британского военно-морского флота. В верфи находятся отреставрированные здания XVIII и XIX веков и другие исторические памятники колониального периода верфи, особенно того времени, когда им правил Горацио Нельсон.
Королевский флот начал использовать Английскую гавань в качестве убежища в XVII веке. В 1704 году на косе напротив входа в гавань был построен форт Беркли для защиты базы.
Законодательное собрание Антигуа передало Английскую гавань королю для использования флотом в 1725 году и позже передало также прилегающие к ней земли в 1729 году. К 1745 году гавань была укреплена. Капитан Горацио Нельсон прибыл в июле 1784 года в качестве старшего офицера Северного отделения станции Вест-Индии, командуя фрегатом HMS Boreas, до своего отъезда в 1787 году. Нельсон говороил, что гавань — «адская дыра», а «жители этих островов являются американцами по связям и интересам и враждебно настроены по отношению к Великобритании. Они были бы такие же великие повстанцы, как когда-либо существовавшие в Америке, если бы у них была сила, чтобы показать это». В декабре 1786 года к Нельсону присоединился капитан Его Королевское Высочество принц и будущий король Вильям Генри, командующий фрегатом HMS Pegasus.
Военно-морская верфь Антигуа была сооружена на восточной стороне гавани (на месте, которое в настоящее время занимает верфь Antigua Slipways) в 1730-х годах. Верфь была расширена через залив на западной стороне (на месте, известном сегодня как Верфь Нельсона) в 1740-х годах. Оба участка использовались в течение следующих десятилетий. Каждый сначала состоял из причалов и складов; к ним со временем были добавлены другие постройки. К концу наполеоновских войн (1799—1815) в Английской гавани был построен значительный комплекс сооружений: в дополнение к двум дворам верфи в гавани располагались двор для снабженцев, артиллерийский двор (где сейчас находится гостиница Пороховой дом) и Королевский военно-морской госпиталь. Комиссар (старшее должностное лицо Военно-морского совета на верфи) проживал в Кларенс-Хаусе на склоне холма с видом на залив.
В 1782 году губернатор Ширли составил план укрепления возвышенности на востоке. Строительство Ширли-Хайтс началось в 1788 году и продолжалось до 1793 года. В 1830-х годах в форте Ширли был гарнизон 86-го полка, заменённого 180 солдатами 36-го полка в 1833 году. Гарнизон был убран в 1854 году, что сделало гавань беззащитной:127,134,201.

### Гражданская история
Компания Royal Mail Steam Packet использовала гавань в качестве порта захода с 1840 года:201.
После 1815 года значение верфи уменьшилось. К 1850-м годам восточный двор использовался как склад угля, а западный двор был в плохом состоянии. Тем не менее верфи оставались открытыми и окончательно закрылись лишь в 1889 году. Шестьдесят лет спустя были сделаны первые шаги к сохранению того, что стало известно как верфь Нельсона. Сегодня центр процветает как яхтенный центр и исторический памятник и описывается как «единственная действующая георгианская верфь в мире». Большая часть окрестностей является национальным парком.
После того, как земля была возвращена правительству Антигуа в 1906 году, портовые сооружения пришли в упадок. Губернатору Кеннету Блэкбёрну приписывают начало программы восстановления в 1951 году. Эта реставрационная кампания стала следствием исследования Министерства работ 1948 года, в котором говорилось, что более важное здание заслуживает реставрации, что позволило военно-морской верфи стать достопримечательностью для посетителей острова в 1961 году:202,256.
В 2018 году политики призвали местных скваттеров воспользоваться планами, позволяющими им покупать свои участки земли за 1 доллар, если они прожили там десять или более лет.